# Gros-Mécatina
Gros-Mécatina es un municipio canadiense situado en la provincia de Quebec.

## Superficie
Gros-Mécatina tiene una superficie de 742,15 km².

## Demografía
En 2021, tenía 356 habitantes, una densidad poblacional de 0,5 hab./km², y 243 viviendas.